# Кочергин, Иван Александрович
Иван Александрович Кочергин (26 сентября 1909 — 6 февраля 1996) — советский военачальник, участник Великой Отечественной и Советско-японской войн, командир авиационных соединений, генерал-майор авиации (31.05.1954 г.).

## Биография
Родился в 1909 году в Бийске Томской губернии. В РККА с 10 июня 1932 года. Окончил 7-ю военную школу летчиков имени Сталинградского Краснознаменного пролетариата в Сталинграде.
В 1941—1944 годах майор Кочергин командовал 14-м истребительным авиационным полком ВВС Дальневосточного фронта. 22 февраля 1943 года «за учебно-строевую подготовку» награждён орденом Красной Звезды. С 1 марта 1943 года стажировался в 744-м истребительном авиационном полку, совершил 12 боевых вылетов и в 5 воздушных боях сбил лично истребитель Ме-109 и в группе 4 немецких самолёта и «за произведенные 12 успешных боевых самолётовылетов, 1 лично сбитый самолёт противника и 4 в групповом бою, проявленное при этом мужество и отвагу» награждён вторым орденом Красной Звезды.
2 августа 1944 года подполковник Кочергин назначен командиром 96-й штурмовой авиационной дивизии. 2 ноября 1944 года награждён медалью «За боевые заслуги».
Командовал дивизией в советско-японской войне и «за успешное выполнение боевых задач» награждён орденом Красного Знамени. 30 августа 1945 года присвоено звание полковника.
5 ноября 1946 года награждён третьим орденом Красной Звезды. С 1 февраля 1948 года по 1 декабря 1950 года командовал 277-й штурмовой авиационной Красносельской Краснознамённой орденов Суворова и Кутузова дивизией. 19 ноября 1951 года награждён вторым орденом Красного Знамени. 31 мая 1954 года присвоено звание генерал-майора авиации. С ноября 1954 года по ноябрь 1957 года командовал 61-м гвардейским истребительным авиационным корпусом ГСВГ. 30 декабря 1956 года награждён орденом Ленина. 29 апреля 1957 года награждён четвёртым орденом Красной Звезды. 3 сентября 1963 года уволен в запас.